# 蘇梅什-奧多爾海伊鄉

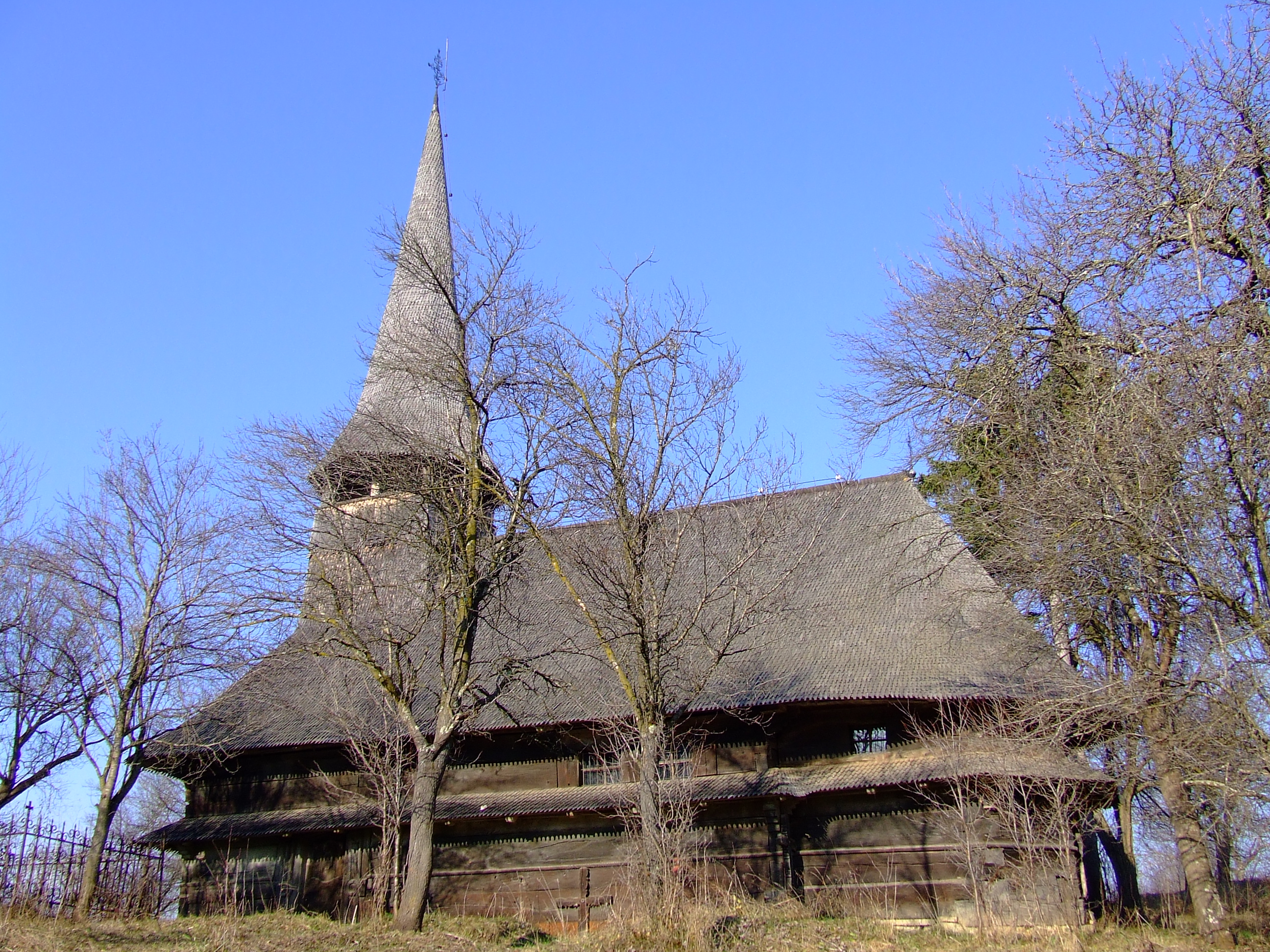

47°19′N 23°16′E / 47.317°N 23.267°E
蘇梅什-奧多爾海伊鄉（羅馬尼亞語：Comuna Someș-Odorhei, Sălaj），是羅馬尼亞的鄉份，位於該國西北部，由瑟拉日縣負責管轄，面積78平方公里，海拔高度207米，2007年人口2,937，人口密度每平方公里38人。